# 演奏会用序曲
演奏会用序曲（えんそうかいようじょきょく、英: concert overture、独: Konzertouvertüre、仏: ouverture de concert）は、19世紀に始まる管弦楽曲のジャンルの1つ。
舞台作品の序曲のように、単一楽章制と、物語性や描写的要素が特徴的である。しかし「序曲」といいながらも、舞台作品の序曲と異なり、それ自体で完結していて、後に続くべき何らかの本体がない。直接的にはベートーヴェンの序曲から発展し、ベルリオーズやメンデルスゾーンを経て、やがてより自由に構成されるようになり、リストやサン＝サーンスらの交響詩へと変質を遂げた。オペラや劇付随音楽の序曲が単独で演奏会などにおいて演奏される場合には、演奏会用序曲とは呼ばない。

## 概要
「序曲」と呼ばれているように、その前身は18世紀のオペラや劇付随音楽の序曲であった。これらの序曲は、劇全体の性格や粗筋を予告すべきものであり、この意味に限って物語性や明快な情緒表現を有するものであった。また、序曲は慣習的に、ソナタ形式でまとめることが通常であった。
ベートーヴェンは、劇音楽あるいはオペラの序曲に使われることを当て込んで一連の序曲を作曲しており、これが19世紀の演奏会用序曲のモデルとなった。とりわけ、そのまま交響曲の開始楽章となりうるような充実した内容と規模は、ベートーヴェン以前の序曲と大差があった。同じように、ベルリオーズも劇音楽やオペラに用いるつもりで作曲し、あるいは後でそれらから切り離した単独の管弦楽曲のことを、序曲と呼んだ。
メンデルスゾーンに至って、演奏会用序曲の雛形が完成される。メンデルスゾーンの演奏会用序曲の特徴は、序曲と同じように管弦楽曲であること、単独のソナタ楽章であること、物語性や詩的情緒があり、ときに情景を喚起するものでありうること、それでいてなお、舞台音楽の前奏ではないこと、などである。一方、メンデルスゾーンは、『トランペット序曲』『吹奏楽のための序曲』のように、単独のソナタ楽章による管弦楽のための絶対音楽のことも演奏会用序曲と呼んでいる。ブラームスの2つの演奏会用序曲のうち、『大学祝典序曲』はより情緒的なタイプを、一方の『悲劇的序曲』は、より構成的なタイプをそれぞれ代表している。
19世紀後半、メンデルスゾーンやシューマンの死後に、ソナタ形式とそれを含むジャンルが没落する中、演奏会用序曲もやがて交響詩に取って代わられるようになった。20世紀において、新古典主義や新ロマン主義の趨勢が力づくと、演奏会用序曲も復興されたが、序曲という名目による、自由形式による機会音楽や、室内アンサンブルのための作品も増えるようになった。今日では、吹奏楽編成による演奏会用序曲の作品も多く作曲され、演奏されている。

## 主な作品
- ベートーヴェン：『レオノーレ』序曲第3番、『エグモント』、『アテネの廃墟』（いずれも舞台のために作曲されたので、厳密には演奏会用序曲と言えない）、『コリオラン』、『命名祝日』、『献堂式』
- リース：『ドン・カルロス』、鳥の序曲、『メッシーナの花嫁』、『出現』
- ウェーバー：祝典序曲
- ベルリオーズ：『ウェイヴァリー』、『宗教裁判官』、『リア王』、『ローマの謝肉祭』、『海賊』
- メンデルスゾーン：『夏の夜の夢』（作曲後に劇音楽にも転用された）、『フィンガルの洞窟』、『静かな海と楽しい航海』、『美しいメルジーネの物語』、『リュイ・ブラース』
- ロベルト・シューマン：『メッシーナの花嫁』
- リヒャルト・ワーグナー：ファウスト序曲
- ゴルトマルク：『シャクンタラー』、『春に』、『縛られたプロメテウス』、『イタリアにて』
- ブラームス：大学祝典序曲、悲劇的序曲
- ビゼー：『祖国』
- チャイコフスキー：『1812年』、デンマーク国歌による祝典序曲、幻想序曲『ロメオとジュリエット』『テンペスト』『ハムレット』
「幻想序曲」と名付けられた3作はいずれもシェイクスピアの戯曲に基づく。『ハムレット』は作曲後に劇音楽にも転用された。
- リムスキー＝コルサコフ：『ロシアの復活祭』
- グリーグ：『秋に』
- ドヴォルザーク：『フス教徒』、序曲3部作『自然と人生と愛』（『自然の中で』『謝肉祭』『オセロ』の3曲からなり、一種の組曲としてまとめて演奏することを意図している）
- マスネ：『フェードル』
- エルガー：『フロワッサール』、『コケイン』、『南国にて』
- シベリウス：『カレリア』序曲（舞台音楽から切り離されたもので、厳密には演奏会用序曲と言えない）
- ニールセン：『ヘリオス』、ラプソディー風序曲『フェロー諸島への幻想旅行』
- デュカス：『ポリュークト』
- ラヴェル：『シェエラザード』（生前に撤回された初期作品で、劇音楽として構想された）
- シマノフスキ：演奏会用序曲ホ長調
- イベール：祝典序曲
- ガーシュウィン：キューバ序曲
- プロコフィエフ：ヘブライの主題による序曲（室内楽曲として作曲、のちにオーケストラ用に編曲）
- コープランド：野外序曲（戸外の序曲）
- ウォルトン：『ポーツマス岬』、喜劇的序曲『スカピーノ』、ヨハネスブルク祝典序曲
- ショスタコーヴィチ：祝典序曲
- ウィリアム・シューマン：アメリカ祝典序曲
- バーバー：『悪口学校』
- レナード・バーンスタイン：『スラヴァ!』（政治的序曲）
- アーノルド：『タム・オ・シャンター序曲』
- ジェイムズ・バーンズ：『アルヴァマー序曲』